# 東京文化財研究所

東京文化財研究所外観

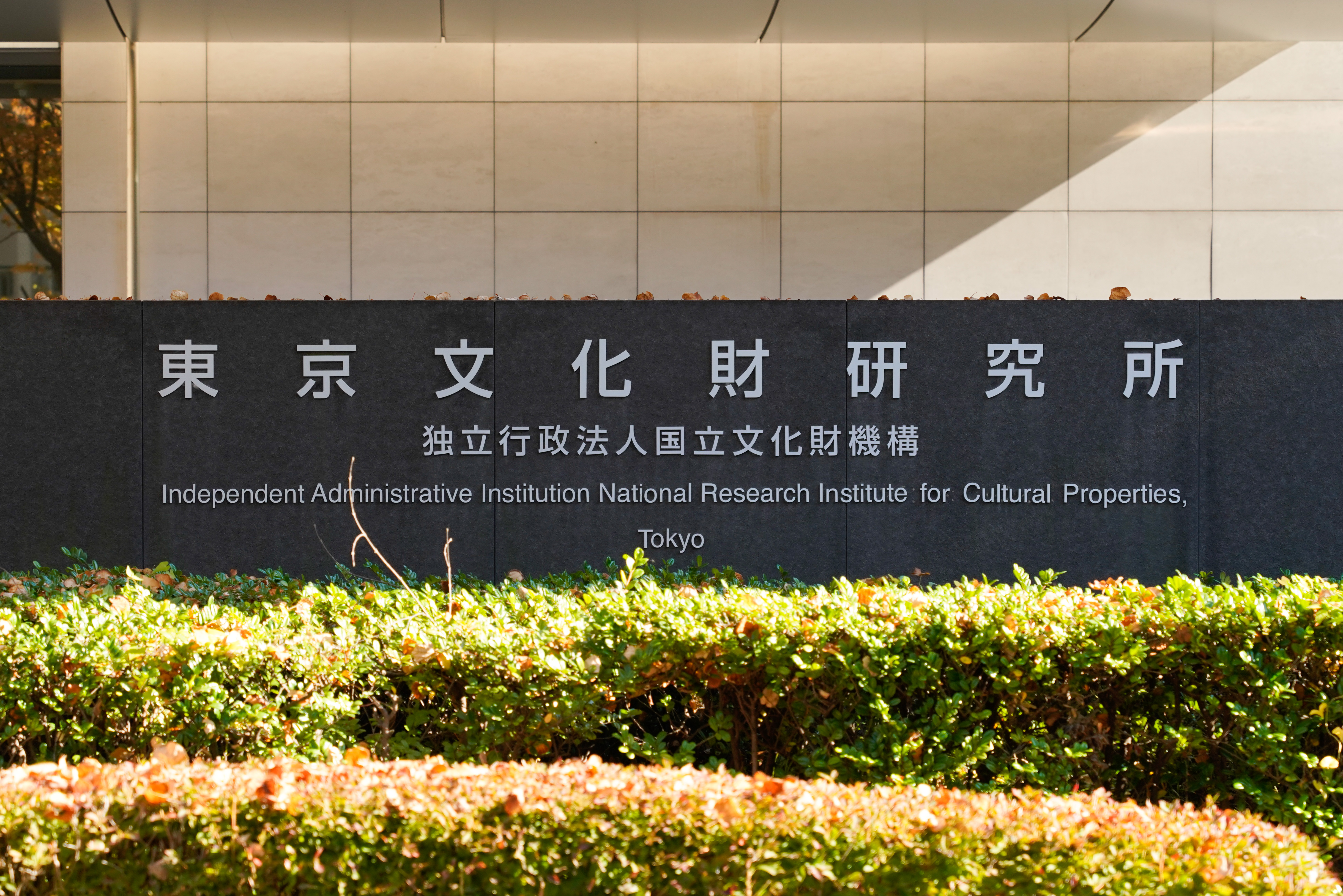

東京文化財研究所（とうきょうぶんかざいけんきゅうじょ）は、独立行政法人国立文化財機構に所属し、東京都台東区上野公園にある研究所。略称は東文研（とうぶんけん）。無形文化財を含む文化遺産全般や、その保存科学・修復技術に関する調査研究、文化遺産に関する国際協力を総合的に進めている。日本及び東洋の美術、無形文化遺産、文化財の保存と修復技術について基礎研究を行い、博物館や美術館などからの要請に応じて技術指導や調査を行なう。また中華人民共和国、大韓民国、タイ王国、ドイツ、米国などの文化財研究機関と広く学術交流も展開している。
現・所長は齊藤孝正（元・文化庁文化財鑑査官）。

## 沿革
1926年（昭和元年）：帝国美術院長を務めた洋画家黒田清輝の遺言により、美術奨励事業のために寄付出捐した資金で遺言執行人が選択決定した事業（美術研究所の設置、黒田の作品の展示、これらのための建物の造営及び政府への寄付）の遂行のための委員会が組織された。
1927年（昭和2年）：美術研究所準備事業を開始。
1930年（昭和5年）：勅令第125号により帝国美術院に附属美術研究所が置かれた。初代所長は正木直彦。
1947年（昭和22年）：国立博物館付属美術研究所となり、国立博物館保存修理課に保存技術研究室を設置（保存科学部の前身）。
1950年（昭和25年）：文化財保護法の制定に伴い、美術研究所は文化財保護委員会の附属機関となった。保存科学研究室は文化財保護委員会事務局保存部建造物課に所属替えとなった。
1952年（昭和27年）：東京文化財研究所組織規程が定められ、美術部、芸能部、保存科学部と庶務室の3部1室が置かれ、美術研究所組織規程が廃止された。また文化財保護委員会事務局保存部建造物課保存科学研究室も廃止された。
1954年（昭和29年）：東京国立文化財研究所と改称。
1962年（昭和37年）：東京国立文化財研究所組織規程の一部が改正され、保存科学部に修理技術研究室が置かれた。
1968年（昭和43年）：文化庁附属機関となる（1984年（昭和59年）からは施設等機関）。
1990年（平成2年）：アジア文化財保存研究室が設置された。同室は1993年（平成5年）国際文化財保存修復協力室となり、1995年（平成7年）には国際文化財保存修復協力センターに発展、2006年（平成18年）に文化遺産国際協力センターに改称した。
1995年（平成7年）：東京藝術大学と「東京芸術大学大学院美術研究科文化財保存学専攻の教育研究に対する連携・協力に関する協定書」が交わされ、連携併任分野として独立専攻大学院文化財保存学専攻（システム保存学）が設置された。
2000年（平成12年）：新庁舎が完成し、旧庁舎および黒田記念館から移転、黒田記念館には展示施設が整備された。新庁舎は建築業協会（現：日本建設業連合会）第42回BCS賞受賞
2001年（平成13年）4月1日：奈良国立文化財研究所とともに独立行政法人文化財研究所に統合。
2007年（平成19年）4月1日：独立行政法人文化財研究所は独立行政法人国立博物館と統合し、独立行政法人国立文化財機構が発足。この統合に伴い、東京文化財研究所は、美術部を企画情報部に、保存科学部と修復技術部は保存修復科学センターに統合し、3部2センターとなった。
2010年（平成22年）4月1日：国立文化財機構組織規程等の一部が改正されて、管理部は研究支援推進部となった。
2016年（平成28年）4月1日：国立文化財機構組織規程等の一部が改正されて、企画情報部は文化財情報資料部に、保存修復科学センターは保存科学研究センターとなった。

## 組織
- 研究支援推進部
  - 管理課
- 文化財情報資料部
  - 文化財情報研究室
  - 広領域研究室
  - 文化財アーカイブズ研究室
  - 日本東洋美術史研究室
  - 近・現代視覚芸術研究室
- 無形文化遺産部
  - 無形文化財研究室
  - 無形民俗文化財研究室
  - 音声・映像記録研究室
- 保存科学研究センター
  - 保存環境研究室
  - 分析科学研究室
  - 生物科学研究室
  - 修復計画研究室
  - 修復材料研究室
  - 修復技術研究室
- 文化遺産国際協力センター
  - 保存計画研究室
  - 技術支援研究室
  - 国際情報研究室
  - 国際遺跡研究室（奈良文化財研究所）[3]

## 黒田記念館
上野公園にある、岡田信一郎設計により1928年（昭和3年）に完成した地上2階、地下1階の建物で、東京国立博物館が管理・運営している。
1924年（大正13年）に没した洋画家黒田清輝が遺産の一部を美術の発展に役立てるよう遺言したことを受けて、美術史家の矢代幸雄が美術研究所の設立を提言し、遺言執行人の樺山愛輔も「日本全体が将来永く利益を受けるような仕事が、黒田も一番喜ぶだろう」と賛同した。
1930年（昭和5年）には、同館に美術に関する学術的調査研究と研究資料の収集を目的として、東京文化財研究所の前身である帝国美術院附属美術研究所が設置された。
2000年（平成12年）に東京国立文化財研究所が新庁舎に移ったことに伴い、2階部分を中心に改修を行い、2001年（平成13年）9月に開館。記念館本館と書庫は、建造物として2002年（平成14年）に登録有形文化財に登録された。
2007年（平成19年）4月の独立行政法人国立文化財機構発足に伴い、東京国立博物館の管轄となっている。
2012年（平成24年）4月から耐震補強の改修工事を行っていたが、2015年（平成27年）1月にリニューアルオープンされた。

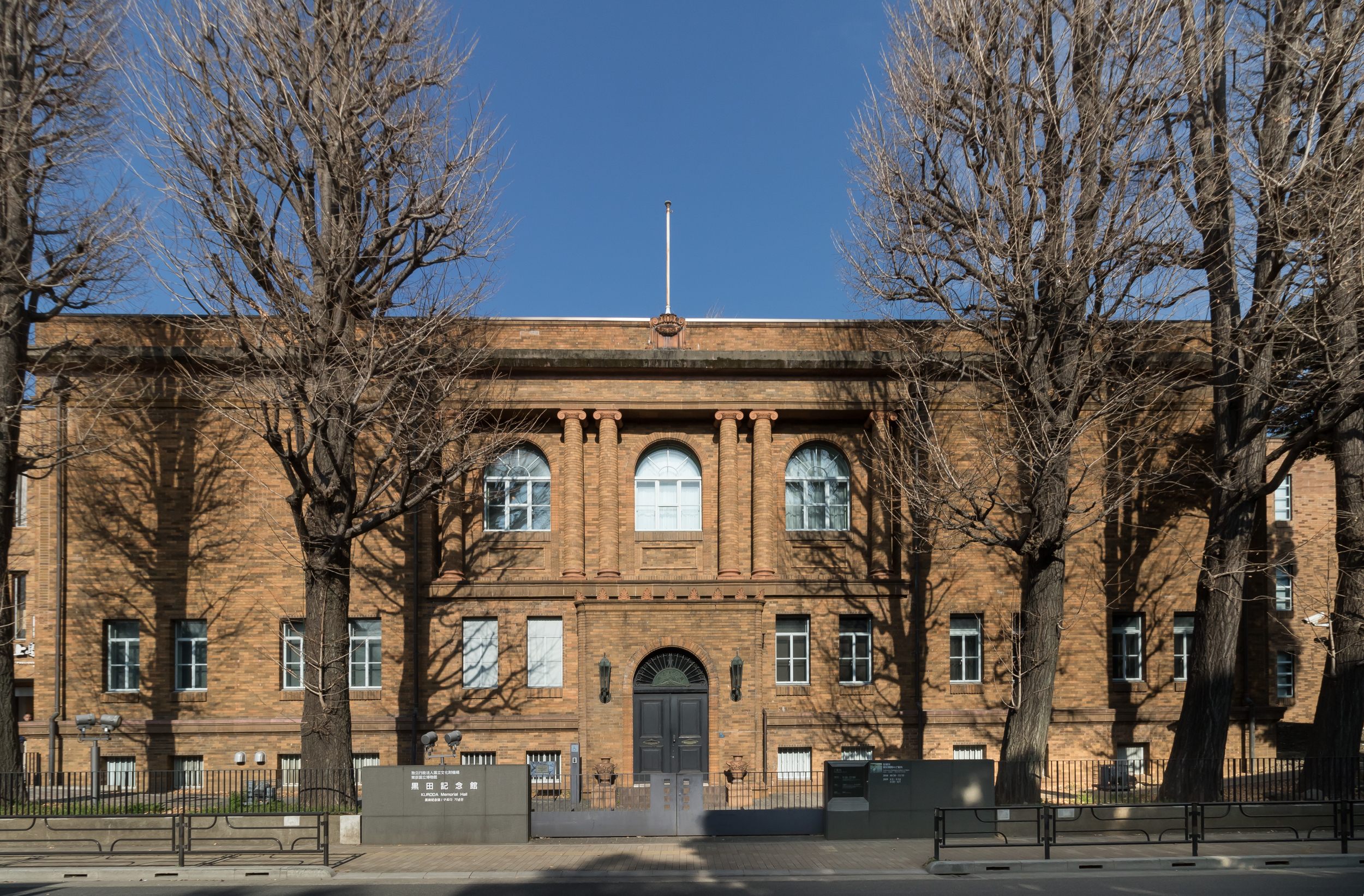
黒田記念館（東京上野・北緯35度43分8.1秒 東経139度46分24秒）
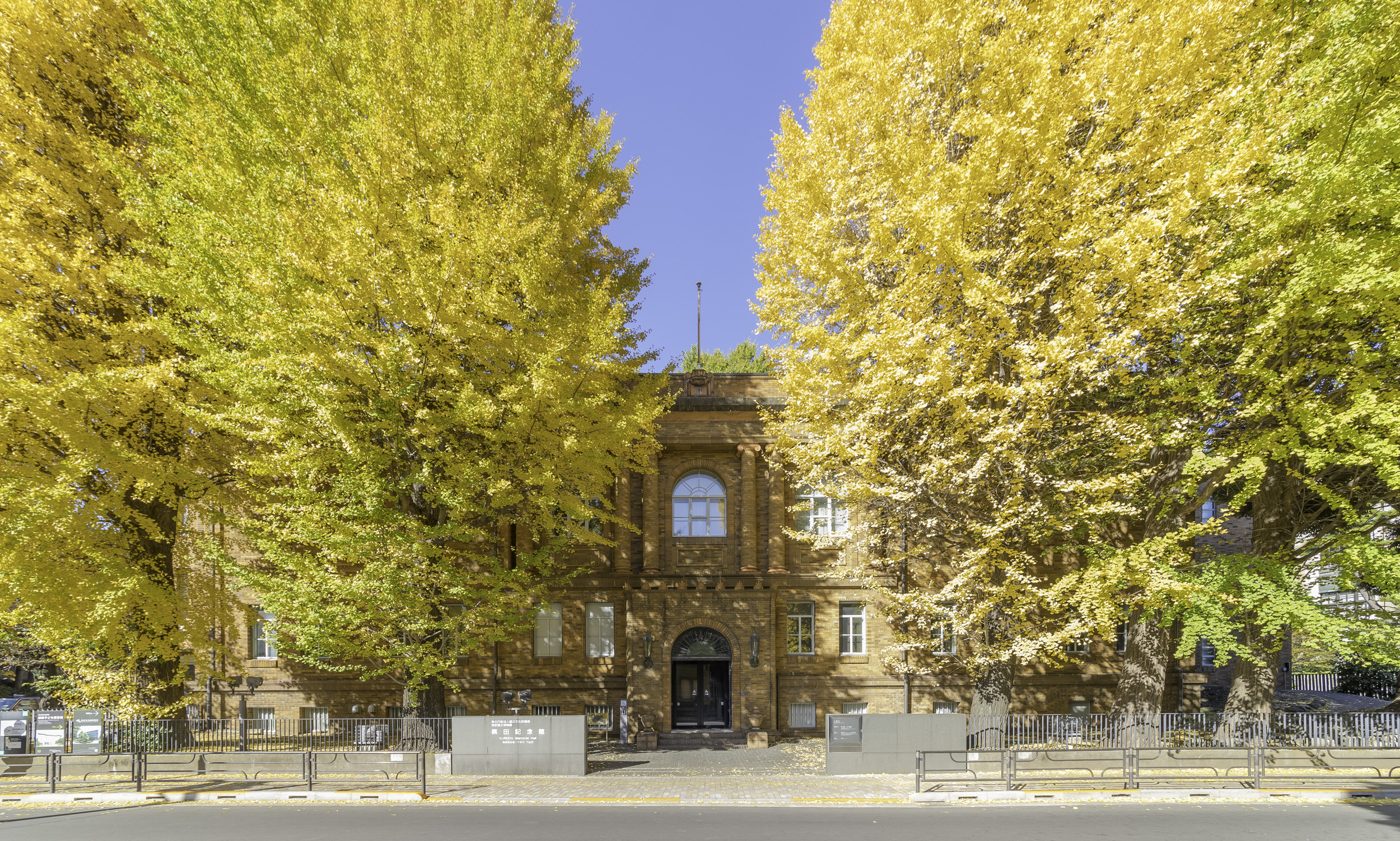
イチョウに覆われている黒田記念館
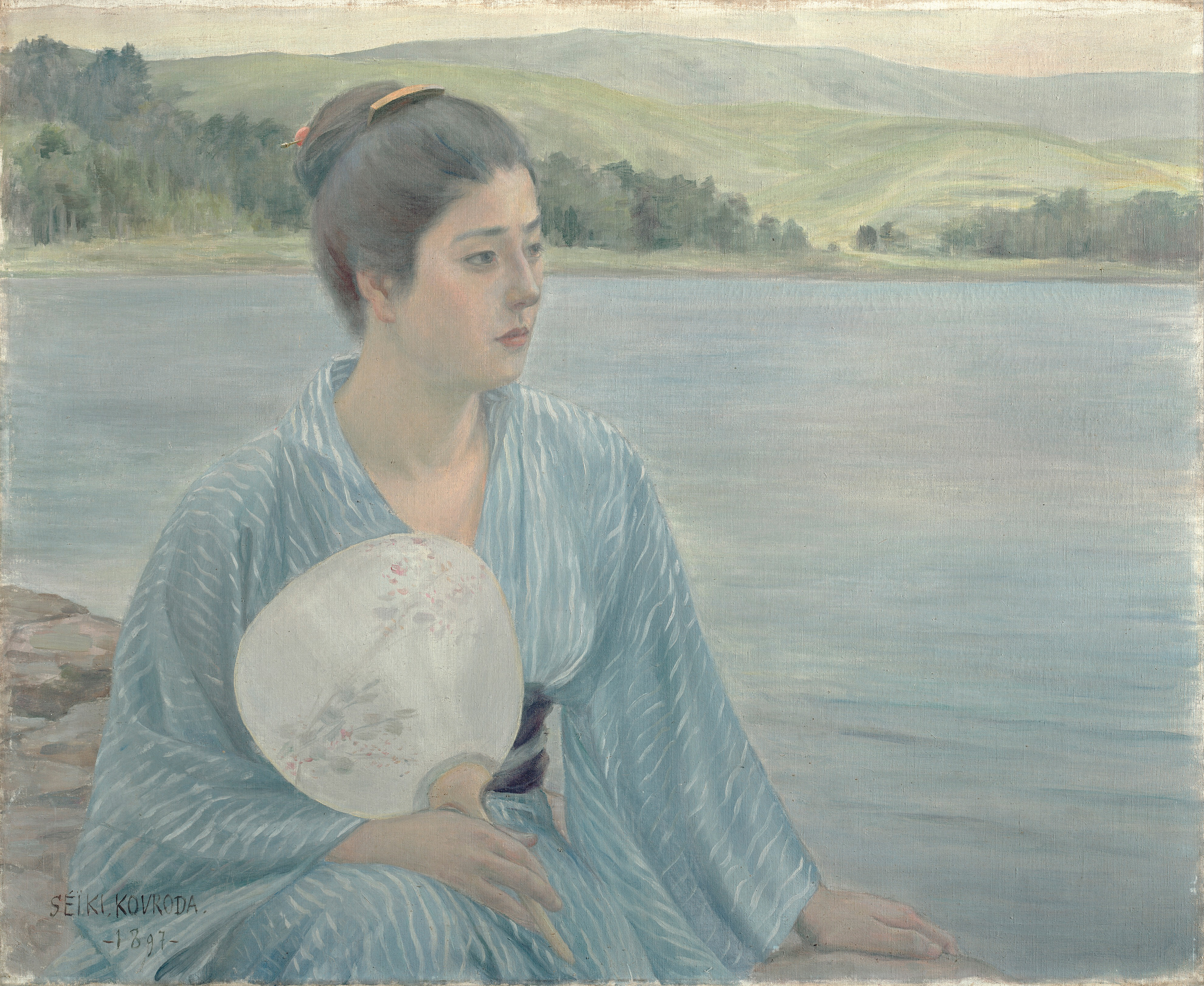
黒田清輝『湖畔』（黒田記念館保管）